# Ann Winterton
Lady Ann Winterton MP, född 6 mars 1941 i Sutton Coldfield, är en brittisk konservativ politiker. Hon var parlamentsledamot för valkretsen Congleton 1983-2010. Hon blev partiets skuggminister för landsbygdsfrågor 2002, men fick sparken efter att berättat ett rasistskämt om pakistanier. Hon är gift med Sir Nicholas Winterton, en annan konservativ parlamentsledamot.